# 회천동 (양주시)
회천동(檜泉洞)은 경기도 양주시의 동이다. 2003년 양주군이 양주시로 승격되면서 회천읍에서 회천1~4동으로 분동되었다. 구 양주군의 회암면과 천천면을 1914년 조선총독부 행정령에 의해 통폐합하여, 회암면의 회와 천천면의 천을 따서 회천면이라 하였고, 읍으로 승격되었다가 양주군의 시승격 이후 분동되었다. 북으로는 동두천시, 서쪽으로는 남면, 남쪽으로는 양주동이, 동쪽으로는 포천시가 인접해 있다.

## 개요
회천1동은 칠봉산(옛 어등산)남쪽 아래, 봉양동과 덕정동을 관리하는 농촌과 도시가 어우러진 고장이다. 경원선 전철개통과 함께 덕정 역세권 개발과 평화로 대체 우회도로 개설 등 지리적 성장거점 지역이고 봉양 지역은 양주배의 산지로서 배작목반에서는 타이완과 유럽 등지에 배를 수출하여 외화를 획득하고 있는 도·농 복합지역이다.
회천2동은 덕계·회정 역세권으로 한 지역이며, 금융기관 7개소 및 5개의 대형 유통업체 등이 입점한 금융과 상업의 중심 지역이다.
회천3동은 대규모의 택지개발로 형성된 지역으로, 교통·교육·문화등 각 분야에서 양주시의 중심지로 역할을 하고 있.

## 연혁
- 1914.04.01 행정구역 통폐합(회암면, 천천면, 어등산면을 통합하여 회천면이라 칭하고, 면사무소는 고암리에 설치함.)

| 조선총독부령 제111호                                                  |               |             |
| 구 행정구역                                                           | 신 행정구역   | 신 행정구역 |
| 천천면 고장리(高障里), 어등산면 일리(一里)                            | 회천면 고암리 |             |
| 천천면 돈계리(遯溪里), 도덕리(道德里)                                 | 회천면 덕계리 |             |
| 천천면 덕정리(德亭里) 일부, 과회리(寡悔里)                            | 회천면 회정리 |             |
| 어등산면 이리(二里), 삼리(三里), 천천면 덕정리(德亭里) 일부           | 회천면 덕정리 |             |
| 어등산면 사리(四里), 오리(五里)                                       | 회천면 봉양리 |             |
| 회암면 귀율리(貴栗里), 모정리(茅亭里)                                 | 회천면 율정리 |             |
| 회암면 옥동리(玉洞里), 냉정리(冷井里), 우산리(牛山里), 마한리(馬汗里) | 회천면 옥정리 |             |
| 회암면 내회암리(內檜岩里), 송현리(松峴里)                             | 회천면 회암리 |             |
- 1962.06.18 면사무소를 덕정리로 이전
- 1985.10.01 회천면에서 회천읍 승격
- 1996.02.12 덕계출장소 설치(덕계 · 회정리 관할 민원업무)
- 2003.01.13 법정8개리, 행정 59개리 개편
- 2003.10.19 양주시 회천1~4동으로 분동 (양주군에서 양주시 승격)
- 2023.10.10 회천4동이 옥정1동, 옥정2동으로 개편

## 법정동

### 회천1동
- 봉양동(鳳陽洞)
- 덕정동(德亭洞)

### 회천2동
- 덕계동(德溪洞)
- 회정동(悔亭洞)

### 회천3동
- 고암동(高岩洞)
- 덕정동(德亭洞)

## 교통
- 덕계역
- 덕정역

## 아파트
| 단지명                              | 건설사                    | 시행사                        | 주소                                                           | 입주               | 비고     |
| ----------------------------------- | ------------------------- | ----------------------------- | -------------------------------------------------------------- | ------------------ | -------- |
| 봉우마을 5단지 주공                 |                           | 대한주택공사                  | 고암길 353 (덕정동) 고암길 354 (덕정동) 독바위로 63-8 (덕정동) | 2000년 8월         |          |
| 주원마을 2단지 주공                 | 신일건업㈜ 흥화공업㈜     | 대한주택공사                  | 고암길 306-40 (고암동)                                         | 2000년 12월        | 분양전환 |
| 은동마을 1단지 주공                 | ㈜한양                    | 대한주택공사                  | 화합로1426번길 39 (덕정동)                                     | 2001년 2월         |          |
| 동안마을 3단지 주공                 | 대동건설㈜ 현대산업개발   | 대한주택공사                  | 고암길 275 (고암동)                                            | 2001년 5월         | 분양전환 |
| 청담마을 4단지 주공                 |                           | 대한주택공사                  | 고암길 305-40 (덕정동)                                         | 2001년 6월         |          |
| 행복한마을 8단지 주공               | ㈜신일                    | 대한주택공사                  | 고암길 172-14 (고암동)                                         | 2006년 11월        | 국민임대 |
| 조은마을 6단지 주공                 | 신도건설㈜ 서광건설산업㈜ | 대한주택공사                  | 고암길 252-36 (고암동)                                         | 2007년 3월         | 국민임대 |
| 하늘빛마을 7단지 휴먼시아           | 계룡건설산업              | 대한주택공사                  | 고암길 223 (고암동)                                            | 2007년 5월         |          |
| 덕계역 대광로제비앙 더 메트로팰리스 | 대광건영㈜                | ㈜대광이엔씨                  | 덕계로 137 (덕계동)                                            | 2023년 4월         |          |
| 회천 대광로제비앙 더 센트럴         | 대광건영㈜                | ㈜대광에이엠씨                | 회천중앙로 220 (덕계동)                                        | 2023년 9월         |          |
| 회천중앙역 대광로제비앙             | 대광건영㈜                | 공공제1호양주회천피에프브이㈜ |                                                                | 2026년 9월 (예정)  |          |
| 회천중앙역 대광로제비앙 그랜드센텀  | 대광건영㈜                | ㈜대광건영                    |                                                                | 2026년 12월 (예정) |          |
| 회천신도시 디에트르 센트럴시티      | 대방건설                  | ㈜디비건설                    | 회천중앙로 249 (덕계동)                                        | 2022년 12월        |          |
| 덕계역 금강펜테리움 센트럴파크      | ㈜금강주택                | ㈜하이아트개발                | 고덕로 15 (덕계동)                                             | 2023년 2월         |          |
| 양주 푸르지오                       | 대우건설                  | ㈜케이에스건설                | 고덕로 89 (덕계동)                                             | 2006년 2월         |          |
| 덕계 1차 금광포란재                 | 금광건업㈜                | ㈜금광산업                    |                                                                | 2002년 2월         |          |
| 덕계 2차 금광포란재                 | 금광건업㈜                | 금광건업㈜                    |                                                                | 2002년 9월         |          |
| 회정 범양                           | 범양건영                  | 범양건영                      |                                                                | 2003년 7월         |          |
| 덕계 범양마더빌                     | 범양건영                  | 범양건영                      |                                                                | 2006년 4월         |          |